# Naoya Fukumori
Naoya Fukumori (福森 直也 Fukumori Naoya?), född 29 augusti 1992 i Osaka prefektur, är en japansk fotbollsspelare.
Fukumori började sin karriär 2015 i Oita Trinita. Han spelade 110 ligamatcher för klubben. 2019 flyttade han till Shimizu S-Pulse.